# Don Ferrara
Don Ferrara (* 10. März 1928 in Brooklyn; † 18. Januar 2011) war ein US-amerikanischer Jazztrompeter.

## Leben und Wirken
Ferrara begann mit zehn Jahren Trompete zu spielen. Seine Musikerkarriere begann in der Bigband von Jerry Wald, er arbeitete dann bei Dizzy Gillespie und Woody Herman, bevor er seinen Militärdienst ableistete. Dort spielte er in einer Armeeband und lernte Red Mitchell kennen. Er arbeitete dann mit Warne Marsh und Lennie Tristano (1947), bei dem er auch Unterricht hatte. Er fing anschließend an selbst zu unterrichten, spielte bei Georgie Auld und in der Probenband von Gene Roland mit Charlie Parker (1950). Ab Anfang der 1950er Jahre wirkte er mit bei Aufnahmen von Chubby Jackson/Zoot Sims (Sax Appeal), Lester Young, Gerry Mulligan und Urbie Green mit. 1955 wurde er Mitglied der Band von Lee Konitz mit Sal Mosca, zu deren Repertoire er auch Kompositionen beisteuerte. 1960–63 spielte er in der Gerry Mulligan Concert Jazz Band, u. a. als Solist zu hören in Johnny Mandels Barbara's Theme. In den 1970er Jahren arbeitete er erneut mit Lee Konitz. Zuletzt lebte er in der Nähe von San Diego, Kalifornien.
Gordon Jack stellte in seinem Buch Fifties jazz talk: an oral retrospective fest, dass Ferrara trotz seines legendären Rufes – Tristano habe über ihn gesagt, er hätte „absolutely everything“ – im Laufe seiner Karriere zu wenig Beachtung fand.

## Diskographische Hinweise
- Chubby Jackson All Star Big Band (1950)
- Lester Young – Live at Birdland 1953 & 1956 (ESP-Disk)
- Urbie Green And His Orchestra – The Persuasive Trombone Of Urbie Green (Command, 1960)
- Gerry Mulligan and The Concert Jazz Band – At the Village Vanguard (1960)
- The Concert Jazz Band – Gerry Mulligan '63
- Lee Konitz – The Real Lee Konitz (1971)